# Lemurorchis
Lemurorchis là một chi thực vật có hoa trong họ, Orchidaceae.